# Bataille de Rocky Mount
Guerre d'indépendance des États-Unis
Batailles
Théâtre sud de la guerre d'indépendance des États-Unis (1780-1782)
- Siège de Charleston
- Monck's Corner
- Lenud's Ferry
- Waxhaws
- Mobley's Meeting House
- Ramsour's Mill
- Huck's Defeat
- Colson's Mill
- Rocky Mount
- Hanging Rock
- Camden
- Fishing Creek
- Musgrove Mill
- Wahab's Plantation
- Black Mingo
- Charlotte
- Kings Mountain
- Shallow Ford
- Fishdam Ford
- Blackstock's Farm
- Cowpens
- Cowan's Ford
- Torrence's Tavern
- Massacre de Pyle
- Wetzell's Mill
- Guilford Court House
- Fort Watson
- Hobkirk's Hill
- Fort Motte
- Augusta
- Ninety-Six
- House in the Horseshoe
- Chesapeake
- Eutaw Springs
- Lindley's Mill
- Yorktown
- Videau's Bridge
- Baie d'Hudson
- Combahee River

La bataille de Rocky Mount a lieu le 1er août 1780 dans le cadre la guerre d'indépendance américaine. Elle met aux prises les loyalistes commandées par le lieutenant-colonel George Turnbull (en) aux patriotes américaines dirigées par le colonel Thomas Sumter. Ces derniers ont vainement tenté de prendre un avant-poste loyaliste dans le nord de la Caroline du Sud.

## Contexte
En 1779 et au début de 1780, les Britanniques lancent une série d’opérations réussies pour reprendre le contrôle de ses colonies du sud. Ils reprennent Savannah et Charleston et défont l’armée continentale lors de la Bataille de Waxhaws en mai 1780. Afin d’étendre leur emprise sur la Caroline du Sud et la Géorgie, ils établissent alors des avant-postes et recrutent des loyalistes pour lutter contre les patriotes.
L'un de ces avant-postes est établi à la confluence de la Rocky Creek et de la rivière Catawba, au sud de l'actuelle Great Falls. Il est défendu par un régiment loyaliste composé des Volontaires de New York (en) sous le commandement du lieutenant-colonel George Turnbull.